# Centauri Montes
Centauri Montes é uma cadeia montanhosa no quadrângulo de Hellas, em Marte, situada nas coordenadas 38.6º S 95.2º E, na região de Hellas Planitia. Ela possui aproximadamente 270 km de diâmetro.
Essa região foi identificada pela primeira vez a partir do contraste de luminosidade/escuridão das formações de albedo fotografadas por Eugène Antoniadi e nomeada de acordo com a nomenclatura padrão para o relevo de Marte.

## Características

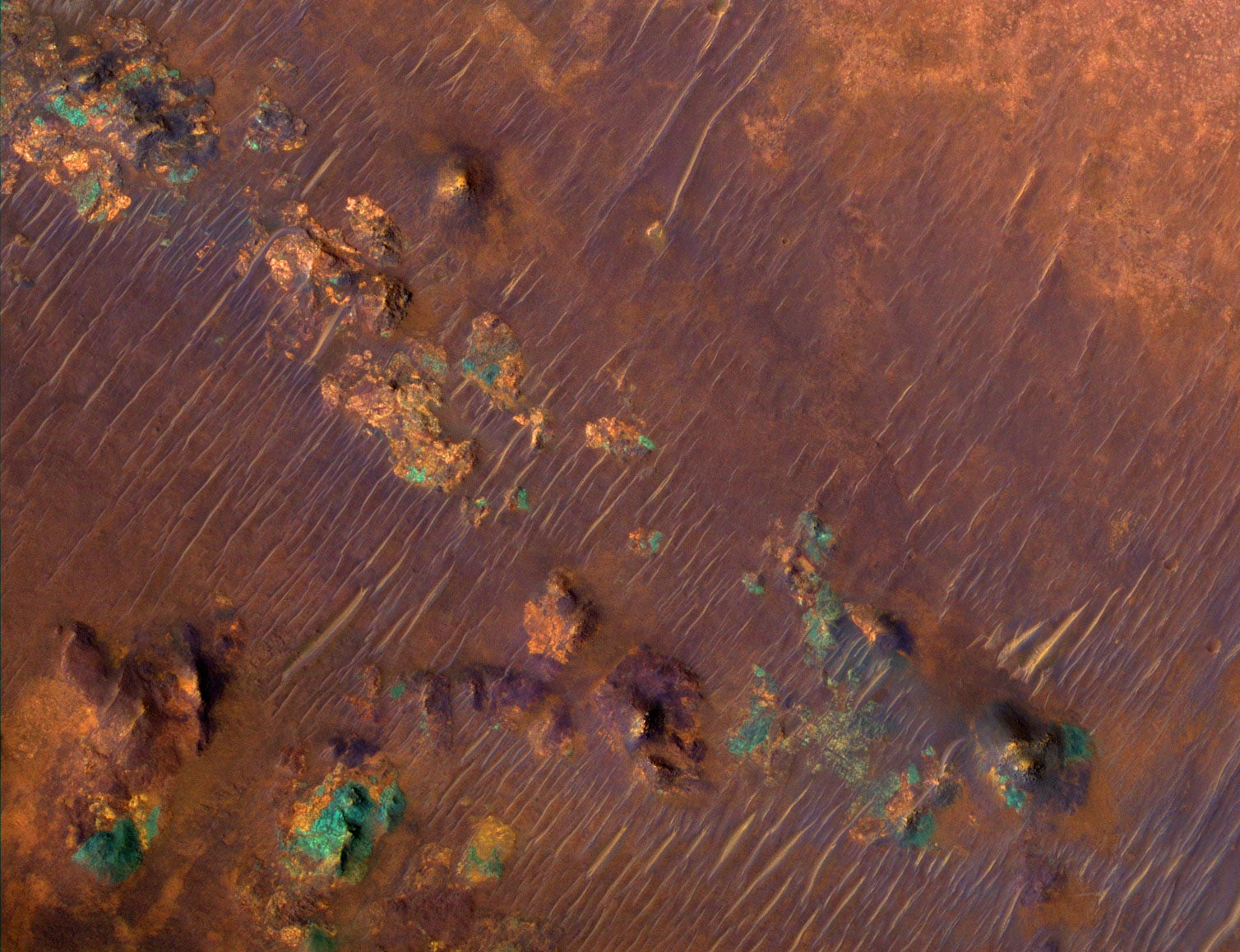
Imagem em falsa cor de Centauri Montes.

A área foi posteriormente fotografada (em 24 de março de 2007) pela sonda Mars Reconnaissance Orbiter como parte de uma seleção de localidades mais propícias para a aterrissagem do rover da sonda Mars Science Laboratory, enviada a Marte em 2009. A imagem em falsa cor é uma composição de várias imagens, em uma banda infravermelha, violeta e azul do espectro e cobre a área de um quilômetro quadrado. A imagem exibe terrenos argilosos (marrom e laranja), zonas basálticas (púrpura) e afloramentos rochosos ricos em piroxena (azul esverdeado).

## Presença de água

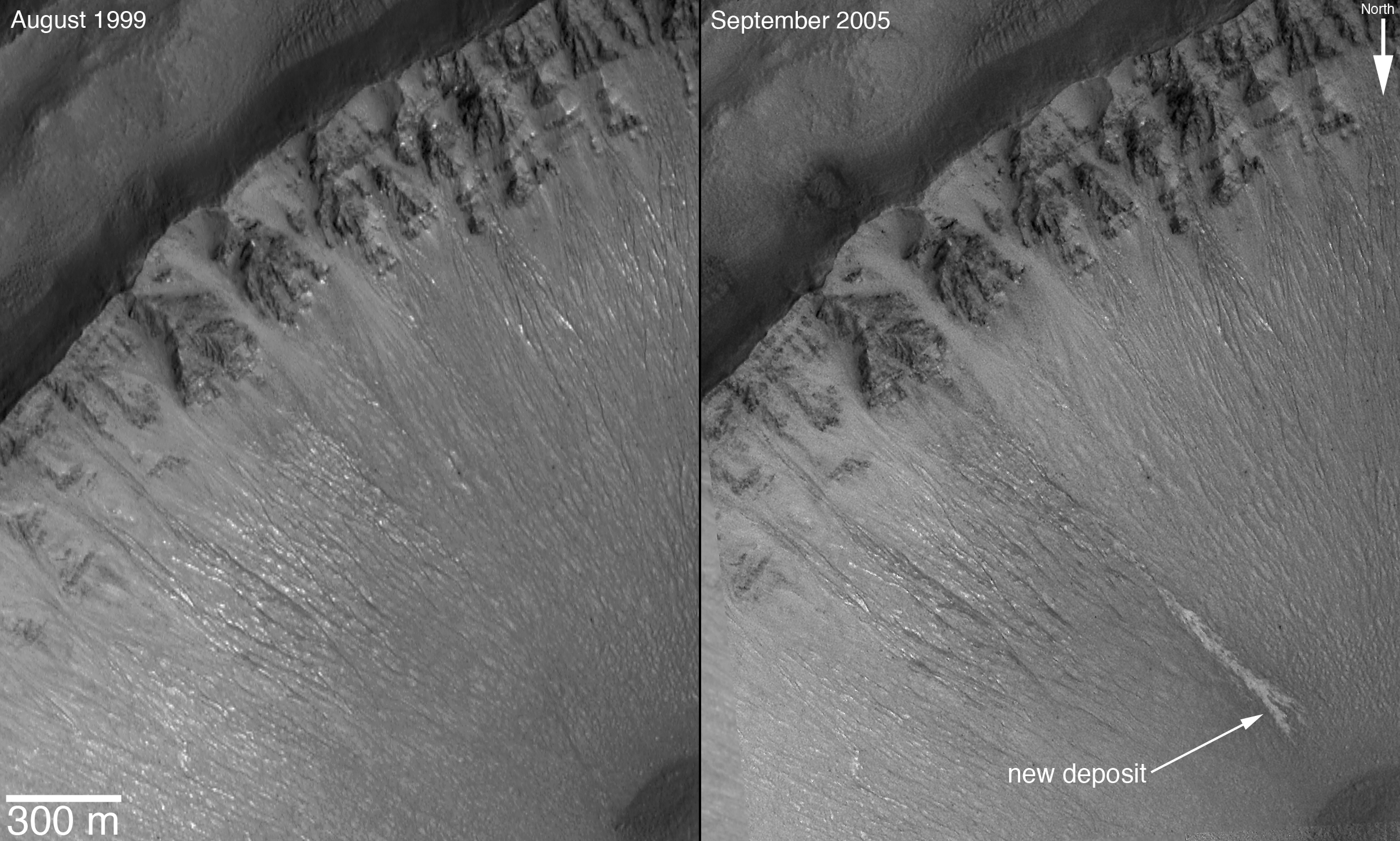
Comparação das duas imagens obtidas pela Mars Global Surveyor, a imagem de setembro de 2005 à direita mostra uma ravina não existente na de agosto de 1999 à esquerda.

Esta ravina localizada em uma cratera de Centauri Montes não existia quando ela foi fotografada pela primeira vez em 1999, mas aparece claramente em 2005. A aparência a olho nu em versão ampliada é de uma enxurrada de água líquida, mas os cientistas também apontaram a possibilidade de que se tratasse de dióxido de carbono, que pode se comportar como um fluido em certas temperaturas e pressões.
Os pesquisadores disseram que poderia ser água salgada, água com grande quantidade de sedimentos ou água ácida já que os canais são estreitos em seu início e se abrem em deltas. De acordo com Ken Edgett, o pesquisador que manipulou esses dados, a quantidade total de água poderia ser equivalente a cerca de 10-15 piscinas (~ 300000 hectolitros). As imagens da sonda Mars Global Surveyor confirmaram este achado. 